# 森谷新一
森谷 新一（もりたに しんいち、1903年（明治36年）3月31日 - 1978年（昭和53年）12月19日）は、昭和期の実業家、政治家。衆議院議員、岡山県和気郡日生町長。旧姓・森下。

## 経歴
岡山県和気郡日生村（日生町を経て現備前市）で、森下元治の長男として生まれ、5歳で母方の森谷虎吉の養子となる。閑谷中学校（現岡山県立和気閑谷高等学校）を経て、1927年（昭和2年）早稲田大学電気科を卒業した。
朝鮮に渡り全羅南道宝城郡筏橋面で、筏橋電気常務取締役兼主任技師として電灯開発を担当した。1930年（昭和5年）ころに帰郷して製綿業、耐火煉瓦工場を営み、児島窯業社長、日生造船造機社長、日生土地取締役、中日生土地取締役、日生町商工会長などを務めた。
日生町会議員に選出され、1940年（昭和15年）3月、日生町長に就任。町立病院の設置、赤穂線の誘致などに尽力し、1940年5月に全国で初めて主食配給切符制を採用した。大政翼賛会岡山県支部常務委員、同組織部長、岡山県翼賛壮年団副団長兼本部長、同事務局長に在任。1942年（昭和17年）4月、第21回衆議院議員総選挙で翼賛政治体制協議会の推薦を受け岡山県第1区から出馬して当選し、衆議院議員に1期在任。この間、翼賛政治会政調内閣委員、同商工兼務委員などを務め、その後、無所属倶楽部に所属した。1945年（昭和20年）12月1日に衆議院議員を辞職し、公職追放となった。
戦後、日生信用金庫、玄洋漁業 (株)、中国木造船輸出共同組合の創立に参画したが、納入代金の詐欺横領により事業を整理して埼玉県東松山市に移り、1953年（昭和28年）武蔵野木工 (株) を設立。1961年（昭和36年）社名をモリヤに改名した。その他、全国家具商業協同組合会長、全国家具工業会初代会長などを務めた。